# Danu Montes
Danu Montes est une chaîne de montagnes située sur la planète Vénus par 58,5° N et 334° E, le long de la côte sud de Lakshmi Planum, le plateau occidental d'Ishtar Terra.
Longue d'un peu plus de 800 km, elle culmine à environ 5 000 m au-dessus du rayon moyen de Vénus.